# Samir Kassir

poster de Samir Kassir.

Samir Kassir (سمير قصير en árabe) (Beirut, 5 de mayo de 1960 - Beirut, 2 de junio de 2005), fue profesor universitario, periodista, editorialista e historiador, nacido de padre libanés de origen palestino y madre siria. Ostentaba la doble ciudadanía libanesa y francesa. Destacado activista de la izquierda política, fue un gran defensor de la causa palestina, la democracia en Líbano y Siria, y una voz crítica con la presencia siria en Líbano. Fue asesinado el 2 de junio de 2005 y a fecha de hoy todavía se desconoce con certeza quiénes fueron los responsables del crimen.

## Vida
Nacido en Achrafieh, suburbio de Beirut, capital de Líbano.
La carrera periodística de Samir Kassir comenzó a los 17 años cuando era estudiante de escuela secundaria en el Lycée Français de Beyrouth, con contribuciones sin firma para el periódico Al-Nidā', del partido comunista libanés. El mismo año comenzó sus contribuciones en el diario de lengua francesa L'Orient-Le Jour, uno de los principales diarios libaneses. 
De 1981 al año 2000 escribió artículos para Le Monde Diplomatique, un diario francés de información internacional. En 1982 y 1983 editó el diario Le Liban en Lutte (El Líbano en lucha), que estaba dedicado a la resistencia libanesa contra la ocupación israelí. En 1984 obtuvo el DEA en filosofía y filosofía política por la Universidad de París I. De 1984 a 1985 editó el semanal Al-Yawm as-Sābi`, y de 1986 a 2004 fue miembro del consejo editorial de Revue des Etudes Palestiniennes, el diario en lengua francesa del Instituto de Estudios Palestinos. De 1988 a 1989 realizó aportaciones para el diario pan-árabe con sede en Londres Al-Hayat.
Samir Kassir obtuvo su doctorado en historia moderna y contemporánea por la Universidad de París IV en 1990, con una tesis sobre la guerra civil libanesa. Sus libros, en francés y árabe, incluyen una historia de Beirut y un estudio sobre la guerra civil libanesa, así como el ensayo De la desgracia de ser árabe. Fue también el coautor de un libro sobre el conflicto palestino-israelí y sobre las relaciones entre Francia y Palestina. En 1995 fundó una nueva publicación mensual de carácter político y cultural, L'Orient-L'Express, que editó hasta su cierre en 1998, debido a la falta de interés (algunos llegaron a hablar de “presión”) de la industria de la publicidad. Desde ese año fue profesor del "Institut des sciences politiques de l'Université Saint-Joseph" de Beirut.
Fue también en 1998 cuando Kassir se convirtió en escritor editorialista para el diario Al-Nahar. Llegó a ser ampliamente conocido por su popular columna semanal desde la cual se pronunció con firmeza contra el régimen pro-sirio del Líbano. Asimismo apareció con frecuencia en diversas cadenas de televisión como analista político.
Conocido por su coraje, Kassir no temía emitir opiniones arriesgadas, y alentó la amistad con jóvenes luchadores e intelectuales por la democracia y los derechos humanos, como fue la cálida amistad desarrollada con Wissam Tarif. Defendió la democracia en Líbano y en Siria, y continuamente se pronunció a favor de los derechos del pueblo palestino. Muchos vieron en sus opiniones críticas con el régimen del partido único sirio Ba'ath la causa que condujo a su asesinato.
Mantuvo lazos de afecto y simpatía hacia Siria a pesar de criticar sus interferencias en Líbano, y mantuvo una cercana relación con muchos intelectuales sirios, incluyendo aquellos que participaron en la llamada Primavera de Damasco. Fue miembro fundador del partido político Movimiento de la Izquierda Democrática, que consiguió un escaño en las elecciones al Parlamento libanés del año 2005 y fue uno de los principales protagonistas de los amplios movimientos de protesta popular tras el asesinato del ex primer ministro libanés Rafiq al-Hariri a causa de la explosión de un coche bomba (14 de febrero de 2005).
El último libro de Kassir en árabe versó sobre el movimiento conocido como Primavera de Damasco y las consecuencias para el Líbano de los acontecimientos políticos en Siria; el director de cine disidente Omar Amiralay escribió su introducción. Antes de su asesinato trabajaba en otro libro sobre la llamada Primavera de Beirut en el cual se proponía discutir los recientes acontecimientos políticos en Líbano, y que se suponía que iba a ser publicado por Actes Sud. En febrero de 2006 Actes Sud publicó un libro con el mismo título, pero solo contenía la traducción del árabe de varios artículos escritos principalmente antes del asesinato de Hariri.
Samir Kassir era cristiano de credo ortodoxo, Casado con Giselle Khoury, presentadora de un programa de entrevistas en la televisión Al-Arabiya. Tenía dos hijas de un matrimonio previo
Su esposa y un grupo de amigos de Kassir, estudiantes y colegas del Orient Express, incluido el escritor Elias Khoury, crearon la Fundación Samir Kassir. Uno de los objetivos de la fundación es traducir sus trabajos al inglés, italiano y noruego.
Una edición especial del Orient Express fue publicada en noviembre de 2005 para celebrar su décimo aniversario, bajo el título “La primavera incabada” y fue dedicada a la memoria de Kassir. Este proyecto fue inicialmente una idea del propio Kassir en la cual estaba trabajando antes de su asesinato.
Una plaza en el centro de Beirut, cerca del edificio Annahar, lleva su nombre.

## Asesinato
Kassir fue asesinado por un coche bomba en Beirut el 2 de junio de 2005. La investigación sobre su asesinato aún no ha concluido, si bien nadie ha sido formalmente acusado todavía. Dado que Kassir había recibido amenazas constantes por parte de oficiales de los servicios de inteligencia sirios y libaneses, existe una amplia convicción de que los responsables fueron los aparatos sirio-libaneses o sus restos (ya que Siria afirmaba que sus agentes de inteligencia habían abandonado Líbano). El gobierno sirio niega estas acusaciones.
El asesinato fue ampliamente condenado por muchas figuras prominentes de la oposición, que culparon del atentado a los regímenes sirio y libanés. Entre ellos estaba el hijo de Hariri, quien declaró “aquellos que tienen las manos manchadas con la sangre de Rafiq Hariri son los mismos que asesinaron a Samir Kassir."
Kassir fue uno más de una lista de asesinatos políticos o intentos de asesinato en Líbano que incluyeron al ex primer ministro Rafiq al-Hariri, a George Hawi, Gebran Tueni, Elias Murr, y a la popular periodista May Chidiak, quien sobrevivió si bien perdió un brazo y una pierna. El gobierno sirio fue el principal sospechoso de estos crímenes.

## Publicaciones
- Itinéraires de Paris à Jérusalem. La France et le conflit israélo-arabe, 2 volúmenes, París, Revue des études palestiniennes, 1992 y 1993 (con Farouk Mardam-Bey).
- La guerre du Liban; De la dissension nationale au conflit régional (1975-1982), París, Karthala/Cermoc, 1994.
- Histoire de Beyrouth, París, Fayard, 2003.
- `Askar `ala mén? Lubnan al-jumhúriyya al-mafqúda, Beirut, Dár al-Nahár, 2004. (¿Soldados contra quién? Líbano, la república perdida).
- Dímúqrátiyyat súria wastiqlál lubnan; al-ba`th `an rabí` dimashq, Beirut, Dár al-Nahár, 2004. (Democracia siria e independencia libanesa: a la búsqueda de la Primavera de Damasco).
- Considerations sur le malheur arabe, Paris, Actes Sud, 2004.
- Liban: Un printemps inachevé, Actes Sud, 2006. Traducido del árabe por Hoda Saliby.
- L'infelicità araba , Giulio Einaudi editore s.p.a. Turín 2006.
- Primavere per una Siria Democrática e un Libano Independente, Mesogea by GEm s.r.l. 2006.
- Das Arabische unglück, Schiler 2006
- De la desgracia de ser árabe, Ed. Almuzara, Barcelona 2006
- Being Arab, Verso, Londres 2006
- Den arabiska olyckan, Ruin, Estocolmo 2006

- Datos: Q713162
- Multimedia: Samir Kassir / Q713162